# フランシス・マリオン (脚本家)
フランシス・マリオン（Frances Marion, 1888年11月18日 - 1973年5月12日）は、アメリカの映画脚本家。サイレント映画から初期のトーキー映画まで約25年間で150本以上の脚本・原作・翻案に参加し、アメリカ映画史上最も重要で尊敬されている脚本家の一人と認められている。本名Frances Marion Owens。

## 生涯

### 激動の時代
カリフォルニア州サンフランシスコにてMarion Benson Owensとして生まれる。彼女の生年月日は実際には不明であり、これは彼女の祖母が、「1888」年生まれなら8並びで幸運だとして終生固執したからである。名前の由来は、アメリカ独立戦争の軍人フランシス・マリオン（Francis Marion、1732 - 1795）にちなんでつけられた。
非常に早熟な女性で、16歳頃にはすでに夕刊紙『サンフランシスコ・エグザミナー』の記者として働いていた。モデルとしても、女優としても、そして商業イラストレーターとしてもある程度成功していた。しかもこのときまでにはすでに2回の結婚と離婚を繰り返していた。
1914年から1915年、および1918年から1919年、サンフランシスコ・エグザミナー紙の海外特派員として、第一次世界大戦の戦闘中のフランス戦線を取材。女性としては史上初の前線での戦場特派員の一人である。

### 脚本家の時代
1915年にロサンゼルスへ移り、映画界入りする。助手や女優をしながら、脚本家としてデビュー。すでにメアリー・ピックフォードとは新聞記者時代からの旧知の仲で、彼女のお抱え脚本家としてユナイテッド・アーティスツ社などで脚本を量産しはじめる。ピックフォードとは友人としても芸術家としても、終生尊敬しあう仲であった。早川雪洲やその妻の青木鶴子とも交流があった
1920年代、彼女は3番目の夫の出演作のために数本の映画の監督もしながらも、脚本家としての地位を着々と固めていく。1927年、新人だったグレタ・ガルボのためにレフ・トルストイ原作『アンナ・カレニナ』の脚色を手がけるのをきっかけにメトロ・ゴールドウィン・メイヤーの専属脚本家の地位につく。彼女は、1920年代末までに当時の代表的なスターであるピックフォード、マリオン・デイヴィス（監督も引き受けた）、ロナルド・コールマン、ルドルフ・ヴァレンティノらのために脚本を提供し、この時すでに全米一ギャラの高い脚本家となった。
1930年、マリオンの最初のトーキー映画に、ユージン・オニール原作の『アンナ・クリスティ』を脚本化する。この作品はガルボ初のトーキーであると共に、60歳を越えて引退を考えたマリー・ドレスラーを見事に復帰させる。同じ年、マリオン脚本ドレスラー主演の『惨劇の波止場』で第4回アカデミー賞主演女優賞を獲得する。この作品に共演していたウォーレス・ビアリー主演の1930年『ビッグ・ハウス』と1931年『チャンプ』の両作品において脚本部門でアカデミー賞を自ら受賞した。1931年に彼女は4度目の結婚をするが1年で離婚。
1936年、急逝したメトロ・ゴールドウィン・メイヤーの制作部長アーヴィング・タルバーグの後を引き継ぎ、当時世界最高の映画会社を支え続けた。
彼女の関わった脚本・原作・翻案作品には、ドラマ、コメディ、ロマンス、西部劇、冒険物、ミュージカル、犯罪物、家族向け、歴史物、ミステリー、戦争物、スポーツ物、伝記、サスペンスなど当時考えられていたほとんどのジャンルを網羅していた。

### 映画界引退後の生活
1946年、彼女は正式にメトロ・ゴールドウィン・メイヤーを引退し、USC（南カリフォルニア大学）映画学部で後進の指導にあたると共に、自らも小説や物語を執筆し続け、終生執筆意欲は旺盛であった。1972年には回想録 "Off with Their Hands" を出版後、カリフォルニア州ハリウッドで死去した。

## 主な脚本作品
（日本公開した代表作のみ）
- 小公女 The Little Princess (1917) 脚色
- 楽天生活 He Comes Up Smiling (1918) 脚本
- 闇に住む女 Stella Maris (1918) 脚本
- 青春の夢 Pollyanna (1920) 脚本
- ユーモレスク Humoresque (1920) 脚本
- 霊魂の呼ぶ声 Sonny (1922) 脚本
- 恋の睡蓮 The Toll of the Sea (1922) 脚本
- フランス人形 The French Doll  (1923) 脚本
- 汝犯す勿れ The Nth Commandment (1923) 脚本
- 恋の人形 Cytherea (1924) 脚本
- ダーク・エンゼル The Dark Angel (1925) 脚本
- ステラ・ダラス Stella Dallas (1925) 翻案
- 熱砂の舞 The Son of the Sheik (1926) 脚本
- アンナ・カレニナ -Love (1927) 脚本
- 目覚め The Awakening (1928) 原作
- アンナ・クリスティ Anna Christie (1930) 脚本
- ビッグ・ハウス The Big House (1930) 原作
- 惨劇の波止場 Min and Bill (1930) 脚本
- チャンプ The Champ (1931) 脚本
- 秘密の6 The Secret Six (1931) 原作/脚本
- シナラ Cynara  (1932) 脚本
- 愛に叛く者 Emma (1932) 原作
- 虹の都へ Going Hollywood (1933) 原案
- 世界拳闘王 The Prizefighter and the Lady (1933) 原案
- 港に異常なし Riffraff (1935) 脚本
- テムプルの福の神 The Poor Little Rich Girl (1936) 脚本
- 椿姫 Camille (1936) 脚本
- 鎧なき騎士 Knight Without Armour (1937) 脚本